# Arthur Crabtree
Arthur Crabtree (* 29. November 1900 in Shipley, Grafschaft Yorkshire; † 15. März 1975 in Worthing, Grafschaft Sussex) war ein britischer Kameramann und Filmregisseur, ein Spezialist für visuelle schwelgerische, publikumswirksame Kostüm- und Gesellschaftsdramen der 1940er Jahre.

## Leben und Wirken
Crabtree hatte von 1923 bis 1928 auf internationalen (Foto-)Ausstellungen gearbeitet und erreichte 1928 die Teilhaberschaft (nicht die vollständige Mitgliedschaft) der Royal Photographic Society, bevor er 1929 als Kameraassistent beim Film begann.
1932 wurde er einfacher Camera Operator, von 1935 bis Kriegsende wirkte er für zehn Jahre als Chefkameramann. In dieser Eigenschaft fotografierte er einige kleine Komödien (sog. 'quota quickies') der Produktionsfirma Gainsborough-Pictures-Komödien, meist unter der Regie von Marcel Varnel, und zwei frühe Carol-Reed-Inszenierungen.
Mit der Kostüm-Romanze Der Herr in Grau war Crabtree inmitten des Zweiten Weltkriegs erstmals an einer Top-Produktion beteiligt, die sich als veritabler Kassenfüller erweisen sollte. Nach zwei weiteren gediegenen Plüsch-Geschichten aus der Hautevolee (Dear Octopus und Gaslicht und Schatten), entschloss er sich, als Regisseur auf gleichem, erfolgversprechenden Wege fortzufahren.
Schon sein Erstling, die etwas steife Schnulze Madonna der sieben Monde, war ein Publikumserfolg erster Güte, auch wenn die „an den Haaren herbeigezogene Geschichte – eine während ihrer Kindheit vergewaltigte Dame aus der feinen englischen Gesellschaft wird, als Folge einer Bewußtseinsspaltung, die Geliebte eines Zigeuners und Diebes – Verrisse bei der Kritik erntete“. Auch seine nächsten Werke, das Schwestern-Melodram Drei Ehen und die in Spanien spielende, „krude Abenteurer-liebt-Zigeunerin-Romanze“ Gefährliche Reise verfuhren nach dem gleichen Muster. Erst mit der verschachtelten Mordplan-Geschichte Der perfekte Mörder und der nicht allzu spannenden Edgar-Wallace-Adaption Entscheidung in Ascot wechselte Crabtree das Genre. Nach seiner Episode (‘Der Drachen’) der vier Regisseure beanspruchenden Somerset-Maugham-Verfilmung Quartett begann, zeitgleich mit seiner Trennung von ‘Gainsborough’, Crabtrees unaufhaltsamer Niedergang. Er drehte noch einige wenige unkomische Komödien, eine Handvoll drittklassige Billigkrimis und zuletzt, 1958, zwei Gruselfilme.
Crabtrees beste Inszenierungen zeichnet vor allem ihr visueller Stil aus, der stark seine Herkunft als Kameramann belegt, während sein Inszenierungsgeschick stets starke Schwächen offenbarte. Oftmals, so wird berichtet, mussten die Hauptdarsteller seiner bekanntesten Erfolge der 40er Jahre ihre Szenen weitgehend selbst inszenieren.

## Filmografie

### Kameramann
- 1935: First Offence
- 1936: Wedding Group
- 1936: Good Morning, Boys
- 1937: Said O’Reilly to McNab
- 1937: Otto, zieh die Bremse an (Oh, Mr. Porter!)
- 1937: Bank Holiday
- 1938: Old Bones of the River
- 1938: Convict 99
- 1939: The Frozen Limits
- 1939: Band Waggon
- 1940: For Freedom
- 1941: Kipps – Roman eines einfachen Menschen (Kipps)
- 1941: Uncensored
- 1942: Much Too Shy
- 1942: King Arthur Was a Gentleman
- 1942: Der Herr in Grau (The Man in Grey)
- 1943: Dear Octopus
- 1944: Gaslicht und Schatten (Fanny by Gaslight)
- 1945: Waterloo Road

### Regisseur
- 1944: Madonna der sieben Monde (Madonna of the Seven Moons)
- 1945: Drei Ehen (They Were Sisters)
- 1946: Gefährliche Reise (Caravan)
- 1947: Der perfekte Mörder (Dear Murderer)
- 1948: Entscheidung in Ascot (The Calendar)
- 1948: Quartett (Quartet, Regie einer Episode)
- 1949: Don’t Ever Leave Me
- 1950: Lilli Marlene
- 1952: Hindle Wakes
- 1952: The Wedding of Lilli Marlene
- 1956: West of Suez
- 1957: Morning Call
- 1957: Death Over My Shoulder
- 1958: Ungeheuer ohne Gesicht (Fiend Without a Face)
- 1959: Das schwarze Museum (Horrors of the Black Museum)